# Supercoppa svizzera 2024 (pallavolo femminile)
La Supercoppa svizzera 2024, 18ª edizione della Supercoppa nazionale femminile di pallavolo, si è svolta il 19 ottobre 2024: al torneo hanno partecipato due squadre di club svizzere e la vittoria finale è andata per la sesta volta, la quarta consecutiva, al Neuchâtel.

## Formula
La formula ha previsto una gara unica.

## Squadre partecipanti
| Squadra   | Qualificazione                                                |
| --------- | ------------------------------------------------------------- |
| Neuchâtel | Vincitrice Coppa di Svizzera 2023-24/Lega Nazionale A 2023-24 |
| Düdingen  | 2ª in Lega Nazionale A 2023-24                                |

## Torneo
| 19 ottobre 2024 Mobiliar Arena, Muri bei Bern Durata: 1h:00 - Spettatori: 1 700 | Neuchâtel | 3 - 0 | Düdingen | 25-18, 25-21, 25-13 |